# Sepimentazione
La sepimentazione è il processo, in embriologia, della divisione di una cavità tramite setti, denominati "sepimenti", all'interno di un organismo vivente. Si tratta di un fenomeno comune nel corso dello sviluppo embrionale di un organismo.

## Patologie correlate
La mancata o carente sepimentazione in specifici organi nei neonati può essere la causa di alcune patologie, come ad esempio la displasia broncopolmonare (BPD), dovuta ad una sensibile riduzione della sepimentazione degli alveoli polmonari. In un adulto, può rappresentare una modifica strutturale fisiologica, ad esempio ai seni mascellari.